# Gergana Peycheva
Gergana Peycheva est une joueuse d'échecs bulgare née le 30 juillet 2003. Elle a remporté le Championnat d'Europe par équipes féminines 2023 avec l'équipe de Bulgarie.
Au 1er novembre 2023, elle est la cinquième joueuse bulgare avec un classement Elo de 2 287 points.

## Biographie et carrière
Gergana Peycheva finit cinquième du championnat de Bulgarie d'échecs féminin en 2020,.
Elle remporte deux fois le championnat de Bulgarie d'échecs rapides : en  2019 et en 2022
Lors de l'olympiade d'échecs de 2022 féminine, elle marque 5,5 points sur 9 au deuxième échiquier et l'équipe de Bulgarie finit neuvième de la compétition.
En novembre 2023, elle remporte avec l'équipe féminine de Bulgarie le Championnat d'Europe d'échecs des nations (elle jouait comme quatrième échiquier).